# Actuality
『actuality』（アクチュアリティ）は、柴咲コウの11枚目のシングル（RUI名義含む）。2006年12月6日発売。発売元はユニバーサルミュージック。

## 解説
初めてDVD付の初回盤と、CDのみの通常盤の2形態で発売された。さらに、収録曲、ジャケットが初回盤と通常盤とでは異なる。
「分身」を除いて全てクリスマスをコンセプトにして制作されたシングル。そのため、「分身」以外アルバム『嬉々♥』には収録されていない。

## 収録曲（初回盤）

### CD
1. actuality
（作詞：柴咲コウ、作曲・編曲：華原大輔、ストリングス・アレンジ：前嶋康明）
サントリー「フレシネ」CMソング
2008年に美吉田月がカバーした（アルバム『LOVE GIFT〜pure flavor extra〜』）
2. 一緒に暮らそう
（作詞：柴咲コウ、作曲：Jin Nakamura、編曲：華原大輔、ストリングス・アレンジ:前嶋康明）
3. 綿の雪
（作詞：柴咲コウ、作曲：松藤量平、編曲：REO）

### DVD
1. actuality
2. メイキング

## 収録曲（通常盤）
1. actuality
（作詞：柴咲コウ、作曲・編曲：華原大輔、ストリングス・アレンジ：前嶋康明）
サントリー「フレシネ」CMソング
2. 一緒に暮らそう
（作詞：柴咲コウ、作曲：Jin Nakamura、編曲：華原大輔、ストリングス・アレンジ：前嶋康明）
3. 綿の雪
（作詞：柴咲コウ、作曲：松藤量平、編曲：REO）
4. 分身
（作詞：柴咲コウ、作曲：重住ひろ子、編曲：鈴木 "DAICHI" 秀行）
大同生命タイアップ曲
5. actuality (Backing Track)
（作曲・編曲：華原大輔、ストリングス・アレンジ：前嶋康明）
6. 分身 (Backing Track)
（作曲：重住ひろ子、編曲：鈴木 "DAICHI" 秀行）

## 楽曲の収録アルバム
actuality
- 『Single Best』
- 『KO SHIBASAKI ALL TIME BEST 詩』

分身
- 『嬉々♥』
- 『The Back Best』

### 試聴（公式）
- actuality （ミュージックビデオ） - YouTube